# Parcul Natural Lunca Joasă a Prutului Inferior
Parcul Natural Lunca Joasă a Prutului Inferior este o arie naturală protejată cu regim de rezervație cu o suprafață de 8247 ha, constituită  prin apariția H.G. 2151/2004 în scopul protecției și conservării biodiversității din lunca inundabilă a râului Prut.  

## Importanță
Importanța ecologică acestui parc, rezultă prin caracterul de poartă de intrare în Rezervația Biosferei Delta Dunării a părții terminale a râului Prut, respectiv prin specificitatea de traseu a trei coridoare majore de migrație a păsărilor care clocesc pe teritoriul Eurasiei -  traseul East Elbic (pe tot traseul raului Prut), traseul Carpatic (care se regăsește de-a lungul râului Siret) și traseul Pontic (spre nordul continentului european) .
Teritoriul parcului exceptând Lacul Brateș, a fost declarat Sit de Importanță Comunitară (SCI) ROSCI0105, ca parte integrantă a rețelei ecologice europene Natura 2000, prin Ordinul Ministerului Mediului și Dezvoltării Durabile, nr. 1964 din 13.12.2007, iar întreg teritoriul parcului a fost desemnat prin Hotărârea de Guvern nr. 1284/24.10.2007 și ca Arie Specială de Protecție Avifaunistică (SPA) în cadrul rețelei ecologice europene Natura 2000.

## Date geografice

### Delimitare
Parcul se află în sudul și estul judetului Galati, având următoarele limite: 
- spre N – pornește din dreptul Cotului Rusului, de la confluența râurilor Elan și Prut
- spre S – pornește de la confluența Prutului cu Dunărea (inclusiv Insula Cărăușului, Balta Zătun)
- spre V – are ca limită colinele Covurluiului
- spre E – se află granița de stat cu Republica Moldova pe o lungime de 122,4 km, până la limita cu județul Vaslui.

Are o lungime de 145 km și din suprafața sa, 62% este ocupat de diferite ecosisteme acvatice (curs de apă, lacuri, bălți sau zone mlăștinoase), 25% este ocupată de păduri de luncă, 6 % pășuni, 7% terenuri agricole, construcții, drumuri și altele, iar culturile agricole ocupă un foarte mic procent de 4%. Se mai găsesc pajiști umede și alte tipuri de ecosisteme.

### Căi de acces
Principale:
- Spre sud:

- acces feroviar pe relația București - Galați prin Magistrala CFR 700 cu stație la Galați și prin linia 703 Galați - Bârlad aflată în apropiere, la vest.
- acces rutier DN2B (Galați - Giurgiulești vamă)
- acces fluvial pe Dunăre.

- Spre vest: DN26, din care se ramifică drumurile Frumușița-Scânteiești (DJ261A), Folțești-Tg.Bujor (DJ242), Măstăcani-Chiraftei-Fârțănești (intersecție cu DJ242) - Tg. Bujor, Oancea-Roșcani(DJ242E) - intersecție cu DJ242D - Băneasa (DJ242B)- Tg. Bujor, Suceveni-Băneasa (242D).
- Spre nord: la limita cu județul Vaslui există un drum agricol, dinspre Cavadinești.
- Spre est: râul Prut, navigabil pentru ambarcațiuni mici (șalupe usoare).

Secundare, care asigură legatura cu satele componente
- Suceveni-Rogojeni, Cavadinești-Vădeni, Suceveni-Vădeni, Suceveni-Onciu, Vlădești-Roșcani, parțial asfaltate.

Calitatea cailor de comunicatie principale este relativ bună.

### Geologie și geomorfologie
Bazinul hidrografic Prut în zona sa inferioară de pe teritoriul județului Galați, se încadrează în marea unitate geomorfologică a Podișului Moldovei, subunitatea Platforma Bârladului cu sectorul său Platforma Covurlui, care este subdivizată la rândul ei în colinele Covurluiului și Câmpia Covurluiului. Din fragmentarea reliefului s-au separat trei unitătăți geomorfologice: platouri, văi și Lunca Prutului.
Din punct de vedere geologic în fundamentul parcului se regasesc formațiunile hercinico-kimmerice ale promotoriului nord-dobrogean  alcătuite din șisturi cristaline și sedimente paleozoice triasice si jurasice, cutate în orogeneza hercinică și kimmerică veche. 
În partea de nord a arealului în triasic, peste fundament s-au depus gresii, argile vișinii, calcare și dolomite, peste care se găsesc formațiuni jurasice cu argile cărămizii cu gresii și calcare organogene, ce au un caracter discontinuu. Peste acestea apar depozite subțiri paleogene medii și sarmațiene alcătuite din calcare, marne, argile și nisipuri. În partea sud, depozitele sarmațiene sunt foarte subțiri și cuprind argile marnoase și nisipuri. Peste acestea apar formațiunile pliocene, peste care sunt dispuse depozite loessoide pleistocene inferioare și medii, ce caracterizează cea mai mare parte a interfluviilor și teraselor. În lunca Prutului sunt specifice depozitele holocene superioare alcătuite din depozite loessoide nisipuri și pietrișuri, care corespund aluviunilor actuale depuse.
Geomorfologic relieful luncii se prezintă în general plan, cu o pantă continuă de la nord spre sud. Transversal terenul este înclinat spre râul Prut (est). Aspectul general al luncii este cel al unei depresiuni largi. Microrelieful este reprezentat de forme de acumulare (grinduri) și forme negative (foste lacuri, gârle, balti si mlaștini).
Altitudinea reliefului variază între 3 m în Lunca Joasa a Prutului Inferior (la confluența cu Dunărea) și 209,4 m pe Dealul Cocoșului. Lunca Prutului are altitudini de 10–20 m în partea nordică (la nord de Oancea) și sub 10 m spre varsarea în Dunare. Valorile altitudinii cresc spre nord și spre vest.

### Rețeaua hidrografică
Este alcatuită din râul Prut și afluenții lui (Horincea, Oancea, Seaca, Stoeneasca, Brănești) si Chineja (se varsa în Lacul Brateș).

### Clima
Este temperat – continentală cu puternice influențe excesive.

### Componente
- Lunca inferioară a Prutului pe o lungime de 122 km, aflată între talvegul apei și digul de apărare împotriva inundațiilor - pe porțiunea  Giurgiulești Vamă și localitatea Vlădești, iar în amonte - aflată între talvegul râului și faleza Podișului Covurlui (Colinele Covurlui), zonă aflată în regim liber de inundație;
- Zona Dunarii (12 km) - aflată între talvegul fluviului și digul de aparare împotriva inundațiilor.
- Zona Brateș, respectiv Lacul Brateș - cu alimentare prin canalul Ghimia din râul Prut.

Zone de conservare specială:
- Lacul Brateș (2.120 ha), supranumit "Balatonul Romaniei", inclusiv pepiniera piscicolă, zona de stufăriș și vegetație palustră;
- Ostrovul Prut
- zona îndiguită a Prutului între Punct Vamă Giurgiulești și Vlădești, care include parcele și subparcelele forestiere, lacuri, bălți și zonă de stufăriș
- zona inundabilă a râului Prut care include:

- Lacul Pochina – Rogojeni, inclusiv zona aferentă de stufăriș și vegetație palustră
- zona Vădeni situată între confluența pârâului Stâlpului cu râul Prut și hotarul de nord al județului Galați cu județul Vaslui, care include Lacul Teleajen, Bălțile Cacia și Mata-Rădeanu precum și zonele de stufăriș, suprafețe agricole, pășuni și pădure de frontieră

Arii naturale protejate cu regim de rezervație naturală:
- Lunca Joasă a Prutului: 81 ha din extremitatea nord-estică a Județului Galați, aflate în cuprinsul complexului agro-piscicol Mata-Rădeanu pe teritoriul comunei Cavadinești - sat Vădeni, reprezentând de fapt o suprafață inclusă în Balta Mata,
- Lacul Pochina: 75 ha de baltă a râului Prut, aflate în nord-estul județului pe raza administrativă a comunei Suceveni - sat Rogojeni, din estul intravilantului acestui sat
- Lacul Vlășcuța: 42 ha situate pe raza administrativă a comunei Măstăcani sat Drăculești, respectiv în zona îndiguită a râului Prut
- Ostrovul Prut: 62 ha situate pe Dunăre în dreptul gurii de vărsare a Prutului în fluviu, pe raza administrativă a municipiului Galați. Propriu-zis,despletește Dunărea în două brațe,cel nordic fiind navigabil.

Arealul parcului se suprapune peste Situl de Importanță Comunitară “Lunca Joasă a Prutului”, în proporție de 98%, iar în cazul Ariei de Protecție Specială “Lunca Prutului –Vlădești – Frumușița” procentul este de 63%.

## Biodiversitate
Principalele ecosisteme existente în Lunca Joasa a Prutului Inferior sunt cele acvatice (cca. 60% din suprafață) - reprezentate de râul Prut, fluviul Dunarea , lacuri și bălți naturale sau amenajate piscicol și, cele forestiere. Mai puțin sunt reprezentate terenurile arabile și pășunile.

### Habitate
- Râuri, lacuri, mlaștini[6][9][10]

- Tipuri de habitate:

- Ape statatoare oligotrofe până la mezotrofe
- Lacuri eutrofe naturale
- Lacuri distrofice și iazuri;
- Râuri cu maluri nămoloase

### Floră și faună
Flora este constituită din vegetație palustră (de baltă) asociată cu cea acvatică, precum și comunități de lizieră cu ierburi înalte higrofile, cu specii de: rogoz (Carex reparia), pipirig (Scirpus sylvatjcus), papură (Țypha latifolia), stuf (Phragmites communis) sau vegetație ierbacee precum coada calului (Equisetuni arvense), izma broaștei (Mentua aquatica), săgeata apei (Sagitaria sagitifolia), iarba mlaștinii (Juncus effusus), piciorul cocoșului (Ranunculus lingua), rogozul (Carex sp.), țipirigul (Heleocharis palustris), cucuta de apă (Cicuta virosa), rosatea (Buttomus umbelatus), coada șoricelului (Achillea millefolium), traista-ciobanului (Capsella bursa-pastoris), plutnița (Nymphoides peltata), troscotul de apă (Polygonum amphibium), ciulinul de baltă (Trapa natans), broscărița (Potamogeton natans), lintița (Lemna sp.), peștișoara (Salvinia natans) . Alături apar troscotul de baltă, nufărul galben, nufărul alb, Urticularia vulgaris (o planta carnivora acvatica).
Speciile mezofile și mezohidrofile de luncă sunt reprezentate de: firuță (Poa pratensis), păiuș (Agrostis temiis), coada vulpii (Alopecurus cyparias), trifoiul, (Trifolium repens), pirul târâtor (Agropyrum repens)
Pajiștile de altitudine joasă și cele stepice panonice de loess sunt populate de specii xerofite și xeromezofite, mai puține de cele mezofile și sunt folosite în principal ca și pășuni, porțiunile cu fânețe fiind puține. Valoarea acestora este constă în faptul că sunt extinse pe terenurile degradate, constituind o frână în eroziunea de suprafață a solurilor. Ca specii se regăsesc Stipetum capillatae, negara (Stipa capillata), păiușul (Festica valesiaca), bărboasa (Botriochloa ischaemum), pelinița (Artemisa austriaca), scrântitoarea (Potentilla argentea), laptele câinelui (Euphorbia nicaeensis), graminee (Lolium perene, L.multiflorum, Bromus inermis, Dactylis glomerata, Festuca pratensis) și leguminoase (Medicaro satriva, Onobrychis viciaefolia, Lotus corniculatus, Melilotus officinalus). În anumite locuri improprii agriculturii și desfășurării pășunatului se întâlnesc tufărișuri în special de păducel (Crataegus monogyna), porumbar (Prunus spinosa), corn (Cornus mas) și măceș (Rosa canina). Mai rar pot fi văzute scumpia (Cotinus coggygria), sângerul (Cornus sanguinea). Acestea au un rol important în protecția versanților și refacerea profilului.
Habitatul reprezentat de păduri ripariene mixte, este dezvoltat pe depozite aluvionare recente, situate în cursul major al râurilor, expuse inundațiilor și este constituit din arbori de esență tare, cu specii de stejar (Quercus robur), ulmul (Ulmus laevis), frasinul (cu specii de Fraxinus excelsior sau Fraxinus angustifolia).
Zăvoaiele sunt specifice solurilor aluviale, inundate periodic și cu exces de umiditate freatică. Vegetația lemnoasă este alcătuită mai ales din esențe moi ca: salcie (Salix alba), plop alb (Populus alba), cătină roșie (Tamarix ramosisimd)
Fauna este reprezentată de ființe care coabitează în biotopul de zonă umedă, astfel au fost identificate 239 de specii de păsări, dintre care 50 sunt incluse în Cartea Roșie a vertebratelor din România ca specii vulnerabile, periclitate sau critic periclitate, dintre care: gârlița mică, rața roșie, codalbul, cristelul de câmp, becațina mare, culicul cu cioc subțire (specii amenințate pe plan global); gârlița mare, rața cu cap negru, ploierul argintiu, fugaciul mic, fluierarul negru, corcodelul de iarnă (specii de biom), ferestrașul mic, fluierarul cu picioare verzi, cinteza de iarnă.
Dintre speciile vulnerabile în Europa, pe teritoriul parcului natural sunt întâlnite: stârcul pitic, barza neagră, șoimul de seară, turturica, pescărușul albastru, ghionoaia sură, lăstunul de mal. Aria protejată asigură condiții de cuibărire și pasaj pentru mai multe specii, printre care și stârcul galben (Ardeola ralloides), egreta mare (Egreta alba), stârcul cenușiu (Ardea purpurea), țigănușul (Plegadis falcinellus), lopătarul (Platalea leucorodia), egreta mică (Egretta garzetta), barza neagră (Ciconia nigra), cristelul de câmp (Crex crex), culicul mare (Numenius arquata), sfrânciocul roșiatic negru (Lanius collurio), rața sulițar sau fluierarul de mlaștină. Specii care au fost observate rar: acvila mică, șoimul dunărean sau vânturelul mic.
Moluștele: sunt reprezentate de aproximativ 30 specii de gasteropodele terestre, acvatice și bivalve (scoici)
Pești: sunt reprezentate speciile de apă dulce cum ar fi țiparul, linul, știuca, crapul, șalăul, somnul. Sunt și specii fară valoare economica precum obletele (Alburnus alburnus),  svârluga (Cobitis taenia),  țiparul (Misgurnus fossilis), boarța (Rhodeus amarus).
Reptile: șarpele rău (Coluber caspius), șoparla de câmp (Lacerta agilis), gușterul (Lacerta viridis)
Batracieni: broasca râioasă verde (Bufo viridis), broasca de pământ (Pelobates fuscus), țestoasa de baltă (Emys orbicularis), brotăcelul (Hyla arborea)
Insecte (exista aici specii rare de libelule)
Mamifere: pisică sălbatică (Felis silvestris), vidra de râu (Lutra lutra), dihorul de stepă (Putorius eversmanni), căpriorul (Capreolus capreolus), mistrețul (Sus scrofa), bizamul (Ondatra zibethica), șacalul (Canis aureus), vulpea (Vulpes vulpes), câinele enot (Nyctereutes procyonoides), popândăul (Spermophilus citellus). Sunt 15 specii de chiroptere (lilieci), dintre aceastea liliacul de apă (Myotis daubentonii) și liliacul de iaz (Myotis dasycneme) fiind specii indicatoare pentru calitatea apelor.
Amenajarile piscicole care au fost realizate sunt:
- De tipul crescătoriilor complexe, respectiv pepiniere și crescătorii.
- Bălțile Mata, Rădeanu, Șovârca, Cotul Chiului și Vladești, cea din urma amenajare fiind desprinsă din complexul Maicaș –Fântâna Țiganului, Pepiniera Brateș.

## Aspecte socioeconomice
Parcul se întinde pe teritoriul administrativ a 9 localități: Municipiul Galați și 8 comune (Tulucești, Frumușița, Folțești, Măstăcani, Vlădești, Oancea, Suceveni, Cavadinești) având în total 18 sate componente. Nu există comunitati rurale cu populație mai ridicată de 5000 de locuitori.
Localitățile de pe raza parcului au un profil ocupațional preponderent agricol și piscicol. Suprafețele agricole sunt reprezentate de pășuni, fânețe, vii și pepiniere viticole, livezi și pepiniere pomicole. Pescuitul și acvacultura reprezintă alaturi de agricultură, activități tradiționale. Amenajarile piscicole sunt în sistem semi-intensiv, dispunând în principal de stații de pompare și evacuare a apei.
Silvicultura nu reprezintă o activitate economică de amploare, pădurea fiind apreciată în zonă doar prin valoarea sa ca resursă economică (material de combustie sau de construcție, bun comercial).
Activitatile din construcții, cu excepția municipiului Galați și a comunelor limitrofe, sunt foarte slab dezvoltate. Materialele de construcție se obțin predominant din luncă (nisipuri și pietrișuri) sau din carierele de interes local (luturi, nisipuri, pietrișuri). Prin dimensiuni atrage atenția cariera de la Oancea.
În domeniul meșteșugarilor tradițiile sunt legate mai ales de confecționarea de obiecte din răchită sau papură, dar și din lână, in sau lemn.
Sunt 4 fonduri locale de vânătoare (Zatun, Frumușița, Vlădești, Suceveni).
Personalul medical calificat înregistrează o valoare redusă (1 - 4 medici pe comună).

## Activități de turism și recreere
Principalele activități sunt cele legate de pescuitul recreativ și cel sportiv.
Vizitarea se poate face doar dupa achitarea unei taxe, iar pentru pescuit trebuie sa existe un permis emis de Asociația Pescarilor Sportivi.
Au fost montate pe teritoriul parcului observatoare ornitologice între municipiul Galați si Complexul Mata - Rădeanu. Turiștii au astfel posibilitatea de a urmări păsările care cuibaresc, migrează sau se hrănesc în teritoriu în urmatoarele puncte: Lacul Brateș, Lacul Vlăscuța, Lacul Vlădești, Lacul Pochina, Zona Șivița, Balta Mata - Rădeanu. Există aviziere si panouri de informare.
Localitățile limitrofe parcului poseda unele resurse arheologice și istorice.
Există vestigii ce datează din paleoliticul final și urme ale diverselor culturi (Monteoru, Gumelnița, Folțesti-
Usatovo) precum și vestigii sau biserici din perioada medievală, modernă și contemporană. Majoritatea bisericilor construite în localitățile din proximitatea Parcului au fost ridicate dupa unirea Moldovei cu Țara Românească din 1859 și până la 1918. Cea mai veche biserica este cea din Comănești - comuna Cavadinești - datata 1796. O alta biserică veche construită în 1828 din vălătuci, se află în satul Chiraftei - comuna Măstăcani.
În satul Șivița - comuna Tulucești, se află un muzeu de artă satească numit "Vatra cu dor", al artistului popular Paul Buța, iar la Cavadinești a fost înființat un muzeu dedicat folclorului de pe Valea Horincei.
În comuna Tulucești, în aria protejată Pădurea Gârboavele, există un mic Muzeu al Satului ce reconstituie la o scară mai mică o vatră de sat ce cuprinde patru gospodarii din zona Cavadinești, Măstăcani, Corod și Cahul.
Posibilități de cazare:
- În zona Lacului Brateș - Complexul de agrement Brateș și câteva pensiuni.
- În restul arealului facilitățile de cazare sunt în proprietatea: Ocolul Silvic Galați (Canton Zatun), AJVPS Galați (Amenajarea Piscicolă Mata – Rădeanu), Consiliul Județului Galați (Vila de protocol Zatun)
- Se poate eventual asigura cazare în gospodariile țăranești din localitățile din vecinatatea Parcului.

## Administrație
Structura Administrației Parcului Natural Lunca Joasa a Prutului Inferior a fost înființată în martie 2010 și functionează în cadrul Asociației Județene a Pescarilor Sportivi Galați .
Sediul administrativ se află în municipiul Galați
Centre de informare sunt unul în sediul Agenției regionale de protecție a mediului Galați și unul în clădirea Primăriei comunei Oancea.
Personalul parcului cuprinde deocamdată pe lângă cel administrativ, un număr de 6 rangeri și 1 biolog.  